# Топографическая карта

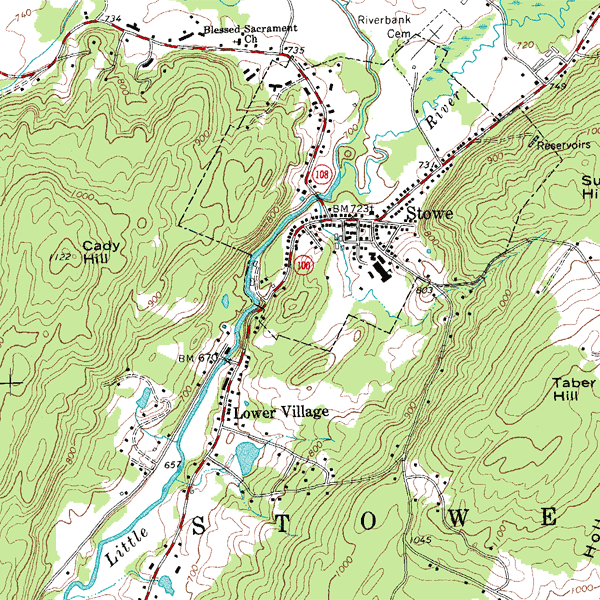
Пример топографической карты

Топографи́ческая ка́рта — географическая карта универсального назначения, на которой подробно изображена местность. Топографическая карта содержит сведения об опорных геодезических пунктах, рельефе, гидрографии, растительности, грунтах, хозяйственных и культурных объектах, дорогах, коммуникациях, границах и других объектах местности.
Полнота содержания и точность топографических карт позволяют решать технические задачи.
Наукой о создании топографических карт является топография.
Все географические карты в зависимости от масштабов условно подразделяются на следующие типы:
- топографические планы — 1:2000; 1:5000; по существу являются разновидностью карт и отличаются, некоторыми особенностями в оформлении[1]
- Для более детального изучения и оценки местности, наиболее точного ориентирования и определения расстояний, уверенного выполнения измерений и расчетов, требуются крупномасштабные топографические карты — 1:10 000; 1:25 000; 1:50 000[2]

- Топографические карты 1:100 000 — основная карта в вооруженных силах. Широко применяется для целеуказания и управления подразделениями в бою.[3]

- Для изучения общего характера местности, приближенных измерений и расчетов используют более мелкомасштабные (обзорные) топографические карты — 1:200 000, 1:500 000 и 1:1 000 000 и выше[2]

Чем меньше знаменатель численного масштаба, тем крупнее масштаб. В картах учитывается «шарообразность» Земли то есть они создаются в географической (сферической) системе координат.
Наиболее подробно географические объекты и их очертания изображаются на крупномасштабных (топографических) картах. При уменьшении масштаба карты подробности приходится исключать и обобщать (генерализировать). Отдельные объекты заменяются их собирательными значениями. Отбор и обобщение становятся очевидными при сравнении разномасштабного изображения населённого пункта, который в масштабе 1:10 000 даётся в виде отдельных строений, в масштабе 1:50 000 — кварталами, а в масштабе 1:100 000 — пунсоном ◦. Отбор и обобщение содержания при составлении географических карт называется картографической генерализацией. Она имеет целью сохранить и выделить на карте типичные особенности изображаемых явлений в соответствии с назначением карты.

## Проблема секретности топографических карт
Топографические карты территории России масштаба 1:50 000 и крупнее подлежат засекречиванию в случае, если указанные карты и планы содержат сведения, подпадающие под действие пунктов раздела 3.4 «Геопространственные сведения по территории Земли» Перечня сведений, подлежащих засекречиванию, Министерства экономического развития Российской Федерации, утвержденного приказом Минэкономразвития России от 17 марта 2008 г. N 01, в его действующей редакции, утвержденной приказом Минэкономразвития России от 25 июля 2014 г. N 456-дсп (следует учитывать, что картографией СССР и России весьма интенсивно и продуктивно занимались за рубежом, так например, в годы Холодной войны изготовлением и компиляцией топографических карт СССР для вооружённых сил США занимались компании Engineering Service в Джэксоне, штат Миссисипи и International Aerial Mapping Co. в Сан-Антонио, Техас, поэтому уровни секретности картографической информации в США могут отличаться от таковых в РФ).
Работающие с картами масштаба 1:50 000 и крупнее, содержащими сведения, подлежащие засекречиванию, обязаны, помимо разрешения (лицензии) от Федеральной службы государственной регистрации, кадастра и картографии либо свидетельства саморегулируемой организации (СРО), получить разрешение ФСБ, поскольку такие карты составляют государственную тайну. Для лиц, имеющих допуск к государственной тайне, нарушение установленных правил обращения с содержащими государственную тайну документами, если это повлекло по неосторожности их утрату и наступление тяжких последствий, предусмотрено наказание до трёх лет лишения свободы (в соответствии со статьёй 284 УК РФ «Утрата документов, содержащих государственную тайну»).
При этом, после 1991 года секретные карты всей территории СССР, хранившиеся в штабах военных округов, расположенных за пределами России, появились в свободной продаже, поскольку у руководства, например, Украины, Белоруссии и любых других постсоветских государств, — в силу их национального законодательства и за отсутствием соответствующих межгосударственных договорённостей, регулирующих конкретно данный вопрос, — нет необходимости соблюдать режим секретности в отношении карт иностранных для них территорий.
Проблема существующей секретности на карты остро проявилась в феврале 2005 года в связи с запуском проекта Google Maps, позволяющего любому желающему пользоваться цветными космическими снимками высокого разрешения (до нескольких метров), хотя в России любой космический снимок с разрешением точнее 10 метров считается секретным и требует заказа в ФСБ процедуры рассекречивания .
В других странах данная проблема разрешена тем, что применяется не площадная, а объектовая секретность. При объектной секретности запрещается свободное распространение крупномасштабных топографических карт и снимков строго определённых объектов, например, районов военных действий, военных баз и полигонов, стоянок военных кораблей. Для этого разработана методика создания топографических карт и планов любых масштабов, не имеющих грифа секретности и предназначенных для открытого пользования.

## Разграфка и номенклатура топографических карт
Деление карт на листы по какой-либо системе называется разграфкой. Номенклатура – это система обозначения листов карт.
В основе разграфки и номенклатуры карт лежит Международная карта мира масштаба 1:1 000 000, листы которой образуют 4° ряды по параллелям и 6° колонны — по меридианам. Колонны нумеруются от 180° меридиана. Ряды обозначаются заглавными буквами латинского алфавита от экватора к югу и северу, начиная с буквы A. Колонны нумеруются арабскими цифрами с запада на восток. Первая колонна начинается со 180° меридиана.
Номенклатура листа масштаба 1:1 000 000 состоит из буквы ряда и номера колонны. Для карты южного полушария после номенклатуры записывается «Ю. П.».
Номенклатура и разграфка топографических карт более крупных масштабов строится следующим образом. Каждый лист карты масштаба 1:1 000 000 делится на 4 листа карты масштаба 1:500 000 (обозначается заглавными, русскими буквами: А, Б, В, Г), или на 36 листов масштаба 1:200 000 (обозначается римскими цифрами: I, II … XXXVI), или на 144 листа масштаба 1:100 000 (обозначается арабскими цифрами от 1 до 144).
Разграфка карты масштаба 1:1 000 000 на карты масштаба 1:300 000 делается делением листа 1:1 000 000 на 9 частей, которые обозначаются римскими цифрами (I—IX), и выносится вперед номенклатуры. Лист 1:100 000 (20″ по широте и 30″ по долготе) делится меридианами и параллелями на 4 листа масштаба 1:50 000, которые обозначаются заглавными русскими буквами: А, Б, В, Г. Лист масштаба 1:50 000 делится на 4 листа 1:25 000 (обозначаются строчными русскими буквами: а, б, в, г). Карта масштаба 1:25 000 делится на 4 листа масштаба 1:10 000 (обозначаются арабскими цифрами: 1, 2, 3, 4).
Пример номенклатуры карты масштаба 1:10 000: [N-37-4-Б-а-3].

### Номенклатура карт
Номенклатура карт — система обозначения отдельных листов карты. Существует два вида разграфки: прямоугольная и международная.
Прямоугольная разграфка производится простым делением картографического изображения страны на листы прямоугольной формы.
В международной разграфке карт рамками листов служат линии меридианов и параллелей карты масштаба 1:1 000 000 с размерами 4° по широте и 6° по долготе. При разграфке по этой системе северное и южное полушария делятся на 60 колонн, обозначенных цифрами, и на 22 ряда, обозначенных буквами латинского алфавита.
Карты масштаба 1:500 000 представляют собой 1/4 листа карты масштаба 1:1 000 000 и обозначаются русскими буквами А, Б, В, Г. Листы карты масштаба 1:200 000 представляют собой 1/36 листа карты масштаба 1:1 000 000 и обозначаются римскими цифрами. Листы карты масштаба 1:100 000 представляют собой 1/144 листа карты масштаба 1:1 000 000 и обозначаются арабскими цифрами.
Недостаток этой системы — смена линий размеров северной и южной рамок листов карт в зависимости от географической широты. По мере удаления от экватора листы приобретают вид всё более узких полос, вытянутых вдоль меридианов. Поэтому топографические карты всех масштабов от 60° до 76° северной и южной широт кажутся раздвоенными по долготе, а в пределах от 76° до 84° — расчетвертованными по долготе листа.
Номенклатуры сдвоенных, строенных и счетвертованных листов содержат обозначения всех отдельных листов.

## Отличия планов местности от топографических карт
|                     | План местности | Топографическая карта                                                                                                |
| ------------------- | --- | --- |
| Масштаб и рамки     | Любые удобные рамки, чаще размером 40х40 см или 50х50 см. Масштаб крупнее 1:5000 (включительно). | В соответствии с номенклатурой топографических карт. Масштаб мельче 1:10000 (включительно).                          |
| Координаты          | Не привязан к географическим координатам; только указано направление на север — стрелкой или верхом карты. Поэтому план непригоден для высокоточной стрельбы. Привязан к плановым координатам, имеется километровая сетка. | Имеется градусная и километровая сетка; для любого объекта можно узнать точные географические координаты.            |
| Засекреченность     | Из-за отсутствия привязки к географическим координатам не секретен. Однако схемы инженерных коммуникаций, земельных участков и т. д. доступны для служебного пользования.                                                  | Топографические карты до недавнего времени были секретны. Наиболее крупный масштаб 1:50000 рассекречивается частями. |
| Степень подробности | Указано достаточно много местных ориентиров, вплоть до отдельных деревьев. | Стараются обходиться теми ориентирами, которые с годами не исчезают — например, строениями.                          |
| Метод съёмки        | Инструментальный. | Аэрофотосъёмка. |

## Топографический план
Топографический план или план инженерно-топографический (от лат. planum - плоскость) — картографическое изображение на плоскости в ортогональной проекции в крупном масштабе или крупномасштабный чертеж ограниченного участка местности, в пределах которого кривизна уровненной поверхности не учитывается. Т.п. является результате комплекса работ (топографической съёмки). Отображающий в условных знаках в масштабах 1:10 000 и крупнее сохраняющий его в любой точке и по всем направлениям. План может быть создан, обновлен в цифровой, графической и иных формах. Обязательным содержанием планов является элементы ситуации (взаимное расположение, контуры объектов) и рельефа местности (в виде сплошных или вспомогательных горизонталей, проходящих в том числе по дну водотоков, водоемов и акватории). На Т.п. отображаются элементы планировки, пункты (точки) геодезической основы, существующие здания, подземных, наземные и надземные сооружения с их техническими характеристиками. Планы используются коммунальными и аварийными службами, в сельском хозяйстве, при проектировании и строительстве, позволяют определять плановое и высотное положение точек.
Топографические планы мелких масштабов[1][2] или карты, могут включать и охватывать локальные отдельные участки картографирования, площадью более 20 км². Участок картографирования находиться, как в труднодоступных районах страны, так в плотно заселённых. Система координат, как правило, связана с общегосударственной. Основным методом создания планов мелких масштабов (1:2000 — 1:10000) является аэрофототопографическая съёмка — метод включает аэрофотосъёмку, полевые топо-геодезические работы и камеральные фотограмметрические работы. Различают контурную, комбинированную и стереофотограмметрическую аэрофототопографическую съёмку. При контурной аэрофототопографической съёмке аэрофотоснимки используются только для построения плановой части карты, высотная часть плана (карты) на ней не отображается. При комбинированной аэрофототопографической съёмке контурная часть плана (карты) создаётся по аэрофотоснимкам, а рельеф наносится в результате наземной топографической съёмки. Полевые топогеодезические работы состоят в определении координат отдельных точек местности на аэроснимках (опознаках) и дешифрировании аэроснимков. Обеспечивающие минимальные расхождения измерений на местности по координатам на крупномасштабном плане. Система координат может быть только эллиптической общеземной (В, L, H). В случае применения эллиптической общеземной (В, L, H) системы координат, применяется 6-ти градусные зоны в зональной системе — проекции Гаусса-Крюгера. Номенклатура листа складывается из номенклатуры листа 10:000 и взятого в скобках номера листа 1:5000 (М-38-39(255), номенклатура 1:2000 из номенклатуры листа 1:5000 и из букв (а,б,..., д) М-38-39(255-д) листы имеют трапециевидную разграфку. Северней 60-й параллели планы сдваиваются. Планы мелких масштабов (1:2000 — 1:10000) носят обзорный характер, на которых отражается изученность территории, как правило городов и близь лежащих поселков и являются учётно-справочным материалом, дающим общую характеристику наличия чего либо на данную территорию с показом улиц и объектов, а также ключом к использованию всех имеющихся материалов. Соответственно изображаемый участок местности подписывается: «план ж.-д. станции», «план города» «план месторождения» «план трассы» и т. д.
.
Топографические планы крупных масштабов - могут включать и охватывать локальные отдельные участки картографирования, площадью менее 20 км². Участок картографирования находиться, как в труднодоступных районах страны, так в плотно заселённых. Планы масштабов 1:2 000, 1:1 000 и 1:500 сквозной номенклатуры не имеют, могут быть отнесены к любому листу масштаба 1:5 000. В том числе к любому листу топографических планов со сложной конфигурацией, создаваемых на города, населённые пункты и пром. предприятия. Имеют прямоугольную разграфку. Система координат, как правило, не связана с общегосударственной. Система разграфки листов (координат) масштабов 1:2000 устанавливается в программе работ. Система пространственных прямоугольных координат X, Y, Z определяется, как условная местная система координат. Топографические планы масштабов 1:1000 и 1:500 всегда создаются в ортогональной проекции, т.е. в системе пространственных прямоугольных координат. Устанавливаемой в отношении ограниченной территории. Топографические планы масштабов 1:500 создаются исключительно путём топографических съёмок, выполненных инструментальными (мензульный, тахеометрический, теодолитным, фототеодолитный или лидарный) методами. В планах применяться прямоугольная разграфка и система координат, то есть стороны рамок листов не совпадают с меридианами и параллелями. Из-за этого планы не должны составляться для участков земли крупнее 4,5×4,5 км. При этом размеры рамок листов составляют для масштаба 1:5000 — 40×40 см, а для масштабов 1:2000, 1:1000 и 1:500 - 50×50 см. За основу разграфки крупномасштабных планов принимается лист масштаба 1:5000, обозначаемый арабскими цифрами.
Ему соответствуют 4 листа масштаба 1:2000, каждый из которых обозначается присоединением к номеру масштаба 1:5000 одной из первых четырёх прописных букв русского алфавита (А, Б, В, Г), например: 4-Б.  И соответствует 3-х градусной зоне в зональной системе Гаусса-Крюгера. Листу масштаба 1:2000 соответствуют 4 листа масштаба 1:1000, обозначаемых римскими цифрами (I, II, III, IV), и 16 листов масштаба 1:500, обозначаемых арабскими цифрами (1, 2, 3, 4, 5, …, 16). Номенклатура листов масштабов 1:1000 и 1:500 складывается из номенклатуры листа масштаба 1:2000 и соответствующей римской цифры для листа масштаба 1:1000 или арабской цифры для листа масштаба 1:500, например: 4-Б-IV, или для 1:500 — 4-Б-16. Топографические планы масштабов 1:5000, 1:2000, 1:1000 создаются путем картосоставления, из топографических съемок более крупного масштаба. Основными методами съёмки масштабов 1:5000, 1:2000, 1:1000 и более с сечением рельефа 1.0 м являются стереотопографический и комбинированный аэротопографический метод съёмки с применением методов DGPS и лидарных систем. Впоследствии выполняются все необходимые преобразования геодезических координат (B,L,H) в местные координаты (X,Y,Z). Традиционно для планов масштабов 1:5000 применяется сечение рельефа 1 м. Наиболее употребимы планы масштабов 1:2000, 1:1000 и 1:500 с сечением 0,5 м. В некоторых случаях употребляются планы всех масштабов (1:5000-1:200) с сечением 0,25. В отдельных случаях в зависимости от характера рельефа применимо сечение 5 м, 2 м[3] и 0,1 м[4]. В отдельных случаях (см.в., отсутствие материалов аэрофотосъемки или наземной съемки местности, экономическая нецелесообразность, небольшие участки и т. п.) применяются Геометрическое нивелирование и инструментальные методы съёмки:
.
- Тахеометрическая съёмка — топографическая съемка, выполняемая по средствам измерения вертикальных, горизонтальны углов и расстояний, т. е. длин линий, превышений и определения полярных координат.[32][33]
- Теодолитная съёмка — геодезическая съемка, выполняемая по средствам измерения горизонтальны и вертикальных углов т. е. определения полярных координат в 2-х плоскостях.[34][35]

Так же должны быть учтены возможности съемка беспилотными комплексами оснащенными фотографирующими, спутниковыми и сканирующими системами, обеспечивающие точность съёмки масштаба 1:500.

### Масштаб плана 1:5000
Масштаб 1:5000 предназначен преимущественно для:
- разработки крупных генпланов, в том числе морских портов,
- проектов строительства I очереди крупных, больших и средних городов,
- планировки промышленных районов площадью свыше 1000 га,
- проектирования сложных транспортных узлов,
- проектирования промышленных и горнодобывающих предприятий,
- детальной разведки месторождений полезных ископаемых,
- строительства гидроузлов, магистральных каналов.

В Германии карта данного масштаба является базовой картой, на основе которой создаются все топокарты более мелкого масштаба, в том числе и основная топокарта в масштабе 1:25 000 (TK 25).

### Масштаб плана 1:2000
Масштаб 1:2000 предназначен, главным образом, для:
- разработки генпланов малых городов, сельских населенных пунктов и поселков городского типа,
- составления исполнительных планов рудников, шахт, карьеров,
- проектирования отдельных гидротехнических сооружений,
- проектирования тепловых электростанций, водоразбора, заграждающих дамб,
- составления технического проекта ж/д и автодорог в горных районах и их рабочих чертежей в равнинной/холмистой местности,
- реконструкции ж/д узла,
- рабочих чертежей трубопроводных, насосных и компрессорных станций.

### Масштаб плана  1:1000
Масштаб 1:1000 предназначен чаще всего для:
- вертикальной планировки,
- озеленения,
- проектирования бетонных плотин, зданий ГЭС, камер-шлюзов,
- разработки проектов переустройства ж/д станций,
- разведок и подсчета запасов ртути, олова, вольфрама,
- проектирования напорных трубопроводов на бетонных фундаментах, акведуков, площадок под складские базы,
- сложных инженерных изысканий.

### Масштаб плана 1:500
Масштаб 1:500 предназначен для:
- составления генплана участка строительства и разработки чертежей многоэтажной капитальной застройки с густой сетью подземных коммуникаций,
- строительства промышленных предприятий,
- осуществления вертикальной планировки,
- рабочих чертежей плотин головного узла бассейнов суточного регулирования, уравнительных шахт, напорных трубопроводов, зданий ГЭС, порталов тоннелей, подходных штреков шахт.

### Масштаб плана 1:200
Применяется в отдельных случаях: на промышленных предприятиях, отдельных участках улиц и перекрестков крупных городов с густой сетью подземных коммуникаций. Высота сечения рельефа должна составлять не более 0,5м.

## Частные случаи топографических планов (планов местности)
Нередко "специалисты" называют топоплан геоподосновой (и наоборот). По сути, эти понятия действительно синонимичны. Но с уточнениями. Геоподоснова может содержать в себе сразу несколько "топографических планов". Это собирательное название для всех изображений территории какого-либо объекта. На геоподоснове обязательно указание всех имеющихся подземных коммуникаций. На топоплане же они изображаются только по необходимости. Так же как некоторые нюансы для целей мелиорации земель
План местности — разновидность топографической карты; чертёж небольшого участка местности в крупном масштабе. Планы применяются туристами, коммунальными и аварийными службами, в сельском хозяйстве и в других местах, где нужно ориентироваться на местности и изучать участки. Через планы учат детей движению по азимуту, ориентированию на местности, азам топографической съёмки. Масштаб планов настолько крупный, что шарообразность Земли не учитывается. Планы создаются по результатам топографической (планово-высотной) либо контурной (плановой) съёмки. В зависимости от того, отражен ли на нём рельеф, подразделяется на планово-высотный и контурный.
- Бытовая карта города[41].
- Спортивная карта — для спортивного ориентирования.

### Контурный
Контурные карты (планы) — на нём показана только ситуация; является результатом горизонтальной (плановой, контурной) съёмки.
Для составления контурного плана местности применяются в основном следующие способы съёмки:
- полярный способ (способ полярных координат, способ полярных направлений);
- способ перпендикуляров (ординат, прямоугольных координат);
- способ биполярных координат (засечек);
- способ промеров (створов);
- способ обхода.

### Геоподоснова
В зависимости от масштаба геоподоснова может иметь различное предназначение, при составлении документации. В зависимости от степени детализации отображенных объектов чертеж геоподосновы, или топографический план, может быть выполнен в одном из крупных масштабов: 1:5000, 1:2000, 1:1000 или 1:500. Топографические планы более мелкого масштаба принято называть картами. При этом планы масштабов 1:1000 и 1:500 предназначены в основном для учёта подземных коммуникаций. Топогеодезическая съёмка в масштабе 1:500 и 1:2000 ведется на территории мегаполисов с многоэтажной застройкой, тогда как масштабы 1:1000 и 1:5000 используются для топосъёмок на незастроенной территории либо местности с одноэтажной застройкой.
В зависимости от вида отображения местности на плане геоподоснова может быть представлена в графическом или цифровом формате. В первом случае чертежи составляются в рамках номенклатурных листов или сводных планов. Во втором случае на основе полученных в процессе топосъёмки данных с применением инженерно-геодезического оборудования строится цифровая модель местности в виде пространственных координат множества точек земной поверхности, объединённых в единую систему компьютерными средствами. В свою очередь, цифровая модель местности позволяет выделить независимые модели зданий и сооружений, коммуникаций, рельефа, гидрографии и почвенно-растительного покрова.

### План подземных коммуникаций
План подземных коммуникаций (геоподоснова) отображает следующие подземные коммуникации:
- водопровод, напорную канализацию,
- дренаж, водосток, самотечную канализацию,
- газовые и тепловые сети,
- кабельные и телефонные сети,
- туннели (коллекторы),
- бездействующие подземные сети и сооружения.

### Аэрофототопографические планы
Планы любых масштабов, кроме 1:200, созданные методом аэрофототопографической съемки.
Для составления контурного плана местности применяются в основном следующие способы съёмки:
- стереотопографическая съёмка
- комбинированная стереотопографическая съёмка
- комбинированная арофотопографическая съёмка[43].

### Государственные (сплошные) планы
Отметки на государственном топографическом плане должны отвечать требованию — количество определяемых и подписанных отметок не менее 5 на 1 кв. дм. плана. С 1 января 2017 г. все геодезические и картографические работы, предусматривающие создание новых пространственных данных в государственной системе координат, должны выполняться только в ГСК-2011. Однако после 1 января 2017 г. срок службы CК-95 и СК-42 был продлен и осуществляется переход к ГСК-2011.

## Замечания
1  Основной ряд масштабов — 1:5000, 1:2000, 1:1000 и 1:500 реализовался в основном в СССР.
2  В России после появления новых методов ДЗЗ, 1:5000
3 Высоты пикетов вычисляются и подписываются с округлением до 0.1 м.
4 Точность подписи пикетов устанавливается техническим заданием.